# Piet Bakers
Piet Bakers (Eindhoven, 5 settembre 1922 – 14 agosto 1998) è stato un calciatore olandese, difensore della Nazionale olandese.

## Carriera
A livello di club, Bakers ha giocato tra le file del PSV Eindhoven dal 1942 al 1955, con cui ha vinto un campionato olandese (1950-1951) e una Coppa d'Olanda (1949-1950).
Ha giocato anche una partita con la maglia della Nazionale olandese, il 27 ottobre 1951 a Rotterdam contro la Finlandia.

## Statistiche

### Cronologia presenze e reti in Nazionale
| Cronologia completa delle presenze e delle reti in nazionale ― Paesi Bassi | Cronologia completa delle presenze e delle reti in nazionale ― Paesi Bassi | Cronologia completa delle presenze e delle reti in nazionale ― Paesi Bassi | Cronologia completa delle presenze e delle reti in nazionale ― Paesi Bassi | Cronologia completa delle presenze e delle reti in nazionale ― Paesi Bassi | Cronologia completa delle presenze e delle reti in nazionale ― Paesi Bassi | Cronologia completa delle presenze e delle reti in nazionale ― Paesi Bassi | Cronologia completa delle presenze e delle reti in nazionale ― Paesi Bassi |
| Data                                                                       | Città                                                                      | In casa                                                                    | Risultato                                                                  | Ospiti                                                                     | Competizione                                                               | Reti                                                                       | Note                                                                       |
| -------------------------------------------------------------------------- | -------------------------------------------------------------------------- | -------------------------------------------------------------------------- | -------------------------------------------------------------------------- | -------------------------------------------------------------------------- | -------------------------------------------------------------------------- | -------------------------------------------------------------------------- | -------------------------------------------------------------------------- |
| 27-10-1951                                                                 | Rotterdam                                                                  | Paesi Bassi                                                                | 4 – 4                                                                      | Finlandia                                                                  | Amichevole                                                                 | -                                                                          |                                                                            |
| Totale                                                                     |                                                                            | Presenze                                                                   | 1                                                                          |                                                                            | Reti                                                                       | 0                                                                          |                                                                            |

## Palmarès
- Campionato olandese: 1

PSV: 1950-1951
- KNVB beker: 1

PSV: 1949-1950